# Закони Сіккарді
Закони Сіккарді — закони антиклерикального спрямування, що зіграли величезну роль в побудові в Італії світської держави.
Дж. Сіккарді, призначений міністром юстиції і в справах культу Сардинського королівства 18 грудня 1849 р. під впливом Кавура вніс 25 лютого 1850 р. проект закону, за яким відмінялись церковний суд і право притулку, зменшувалась кількість релігійних свят до шести, не враховуючи неділі, вводився обов'язковий дозвіл держави на різноманітні набуття майна церквою, прийняття пожертвувань і дарувань. Проект закону був розбитий палатою депутатів на три окремі закони, що увійшли до історії як закони Сіккарді.
Перший з них, що ліквідував церковний суд і право притулку, був прийнятий палатою депутатів 7 березня 130 голосів «за» — 26 «проти», а через місяць сенатом — 51 «за» 29 «проти». Закон бів обнародуваний королем 9 березня. Спроба папи прямо вплинути на короля не дала успіху завдяки твердій позиції уряду. Два інші закони також були прийняті у парламенті зі значною більшістю у палаті депутатів і меншою у сенаті.
Одностороннє прийняття п'ємонтським урядом реформи церковного законодавства безперечно суперечило чинним угодам. Папський нунцій Антонуччі сприйняв його як ворожнечий акт і залишив Турин. Відносини між папським урядом і Сардинським королівством не були перервані, але стали набагато напруженішими і залишалися такими і надалі. Всередині королівства закони призвели до розмежування ультраправих, відходу клерикалів від консерваторів. Клерикальна преса розпочала кампанію проти уряду.